# Indiana
L'Indiana (in lingua inglese , [ɪndiˈænə]) (sigla = IN) è uno Stato federato degli Stati Uniti d'America, nella regione del Midwest; fu il 19º stato a entrare a far parte degli Stati Uniti, l'11 dicembre 1816. Si posiziona al 38º posto per estensione e al 17° per numero di abitanti tra gli stati che compongono gli Stati Uniti. La capitale, e la città maggiormente abitata, è Indianapolis; confina con il lago Michigan a nord-ovest, con lo stato del Michigan a nord, con l'Ohio a est, con il Kentucky a sud e a sud-est e con l'Illinois a ovest.
Prima di divenire uno stato dell'Unione, era abitato da numerose tribù di nativi americani, presenti sul territorio dell'Indiana da migliaia di anni. Fin dalla sua fondazione, le aree di insediamento hanno rispecchiato la segmentazione culturale presente nell'est degli Stati Uniti: la porzione più a nord fu luogo di insediamento di persone provenienti dal New England e da New York, l'Indiana centrale venne occupato da chi si era spostato dal vicino Ohio mentre a sud si insediarono genti dagli stati del sud, come Kentucky e Tennessee.
L'economia è piuttosto diversificata, con una produzione lorda di 366,71 miliardi di dollari nel 2018. L'Indiana ha ampie aree metropolitane con più di 100 000 abitanti e numerosi piccoli centri industriali e paesi rurali. Lo stato ospita alcune squadre sportive come gli Indianapolis Colts della NFL e gli Indiana Pacers della NBA.
Gli abitanti dell'Indiana vengono chiamati "hoosiers".

## Origini del nome

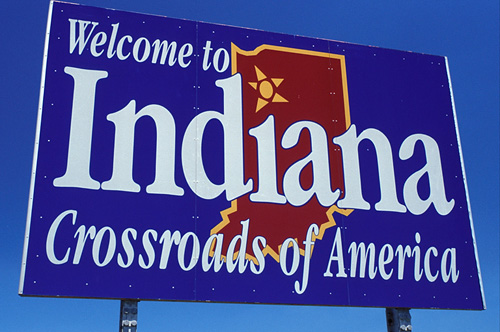

Il nome dello Stato significa la "Terra degli indiani", o semplicemente "Terra indiana", dalle tribù indigene che ci abitavano quando arrivarono i colonizzatori. Più tardi si decise di chiamare la terra in onore dei vecchi possessori, e la chiamarono "la terra degli indiani", Indiana. Deriva anche dalla storia territoriale dell'Indiana; il 7 maggio 1800 il Congresso degli Stati Uniti approvò la legge per dividere il Territorio del nord-ovest in due aree, chiamando la sezione occidentale il Territorio dell'Indiana. Nel 1816, quando il Congresso approvò una legge per dare avvio al processo di istituzione dello stato dell'Indiana, una parte di questa terra divenne l'area geografica del nuovo stato.
L'utilizzo formale della parola Indiana risale al 1768, quando una compagnia commerciale di Filadelfia diede alle sue terre dell'attuale Virginia Occidentale il nome "Indiana" in onore dei precedenti proprietari, gli Irochesi. In seguito, la proprietà delle terre fu trasferita alla Compagnia delle Terre dell'Indiana, il primo utilizzo registrato della parola Indiana. La colonia della Virginia, tuttavia, sostenne di essere il legittimo proprietario della terra, che cadeva all'interno dei propri confini geografici. La Corte Suprema degli Stati Uniti negò il diritto della compagnia a rivendicare le terre nel 1798.
I nativi o residenti dell'Indiana sono conosciuti come hoosier. L'etimologia di questa parola è controversa, ma la teoria principale avanzata dall'Indiana Historical Bureau e dall'Indiana Historical Society trae le sue origini dalla Virginia, dalle Caroline, e dal Tennessee (l'Upland South) come termine per descrivere i boscaioli, i rozzi campagnoli o gli zotici.

## Storia

### Abitanti indigeni

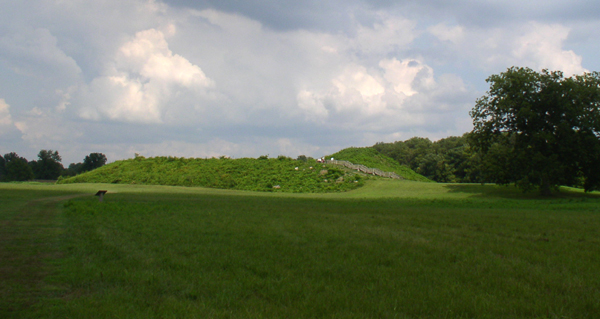
Il sito storico di Angel Mounds fu uno degli insediamenti più settentrionali della cultura del Mississippi, occupato dal 1100 al 1450.

I primi abitanti in quello che oggi è l'Indiana furono i paleoamericani, che arrivarono intorno all'8000 a.C. dopo lo scioglimento dei ghiacciai al termine dell'era glaciale. Divisi in piccoli gruppi, i paleoamericani erano nomadi che cacciavano grandi animali, come i mammut. Crearono utensili di pietra fatti di selce e schegge.
Il periodo arcaico, che iniziò tra il 5000 ed il 4000 avanti Cristo, coprì la prima fase della cultura indigena; le persone svilupparono nuovi utensili e tecniche per cuocere i cibi. Questi nuovi utensili inclusero diversi tipi di lance e coltelli, con varie forme di intagli. Fabbricavano strumenti di pietra, come asce, utensili per la lavorazione del legno e per la macinazione; durante l'ultima parte di questo periodo costruirono cumuli e sambaquì, il che mostrava che gli insediamenti stavano divenendo permanenti. Il periodo arcaico terminò intorno al 1500 avanti Cristo, anche se alcuni popoli arcaici vissero fino al 700 a.C.
Il periodo Woodland ebbe inizio intorno al 1500 a.C. quando apparvero nuovi attributi culturali. I popoli crearono ceramiche e pentolame, ed estesero le loro coltivazioni. Un gruppo del primo periodo Woodland chiamato Adena aveva eleganti rituali funebri, che prevedevano tombe di tronchi di legno situate sotto cumuli di terra. A metà del periodo Woodland, gli Hopewell iniziarono a sviluppare commercio di merci a lungo raggio. Con l'approssimarsi della fine di questa fase, i popoli svilupparono coltivazioni altamente produttive e si adattarono all'agricoltura, specialmente nel grano e nelle zucche. Il periodo Woodland terminò intorno al 1000 dopo Cristo.
Emerse la cultura del Mississippi, che durò dal 1000 al XV secolo, poco prima dell'arrivo degli europei. In questa fase, i popoli crearono grandi insediamenti urbani progettati secondo la loro cosmologia, con grandi cumuli di terra e piazze che definivano gli spazi pubblici e cerimoniali; questi insediamenti erano tanto più concentrati quanto più vi era surplus di prodotti dell'agricoltura. Uno di questi complessi fu l'Angel Mounds, con grandi aree pubbliche e piazze, oltre che cumuli dove i leader vivevano e tenevano i rituali. La cultura del Mississippi crollò nell'Indiana durante il XV secolo per ragioni ancora non chiare.
Le tribù native americane storiche della regione al tempo dell'arrivo degli europei parlavano diverse lingue della famiglia algonchina. Comprendevano gli Shawnee, i Miami e gli Illiniwek. Le tribù rifugiate dalle regioni orientali si unirono in seguito a loro, tra cui i Delaware che si insediarono nelle Valli del fiume White e Whitewater.

### Esplorazione europea e sovranità

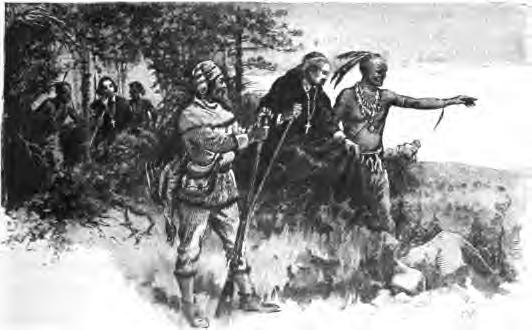
I nativi americani guidano gli esploratori francesi attraverso l'Indiana, dipinto da Maurice Thompson in Stories of Indiana.

Nel 1679 l'esploratore francese René Robert Cavelier de La Salle fu il primo europeo ad attraversare l'Indiana dopo aver raggiunto l'attuale South Bend al fiume St. Joseph. Tornò l'anno successivo per scoprire ulteriormente la regione. I commercianti di pellicce franco-canadesi arrivarono presto portando coperte, gioielli, utensili, whiskey e armi da scambiare con le pelli con i nativi americani.
Nel 1702 Louis Juchereau de Saint-Denis stabilì il primo avamposto commerciale presso Vincennes; nel 1715 Jean Baptiste Bissot costruì Fort Miani presso Kekionga, oggi Fort Wayne. Nel 1717 un altro canadese, François-Marie Picoté de Belestre, costruì Fort Ouiatenon sul fiume Wabash, per cercare di controllare le vie commerciali dei nativi dal lago Erie al fiume Mississippi.
Nel 1732 Sieur de Vincennes costruì un secondo avamposto commerciale di pelli a Vincennes. Gli insediati franco-canadesi che avevano lasciato l'avamposto in precedenza a causa delle ostilità, tornarono in gran numero; nel giro di pochi anni, i coloni britannici arrivarono da est e contesero con i canadesi il controllo del fiorente commercio di pellicce. Di conseguenza, intorno al 1750 si ebbero diverse lotte tra i coloni francesi e britannici.
Le tribù dei nativi americani dell'Indiana stettero dalla parte dei franco-canadesi durante la guerra franco-indiana (anche conosciuta come guerra dei sette anni). Con la vittoria britannica del 1763, i francesi furono obbligati a cedere alla corona britannica tutte le loro terre nel Nord America ad est del fiume Mississippi e a nord e ovest delle tredici colonie.
Le tribù dell'Indiana non si diedero per vinte: conquistarono Fort Ouiatenon e Fort Wayne durante la guerra di Pontiac. Il proclama reale britannico del 1763 designò la terra ad ovest degli Appalachi per utilizzo da parte dei nativi americani, ed escluse i coloni britannici dall'area, che la Corona definì come "Territorio indiano".
Nel 1775 ebbe inizio la guerra d'indipendenza americana quando i coloni cercarono di ottenere l'autogoverno e l'indipendenza dai britannici. La maggior parte dei combattimenti ebbe luogo presso la costa est, ma l'ufficiale militare patriota George Rogers Clark chiese aiuto per combattere i britannici ad ovest. L'esercito di Clark vinse importanti battaglie e conquistò Vincennes e Fort Sackville il 25 febbraio 1779.
Durante la guerra Clark riuscì a separare le truppe britanniche che stavano attaccando i coloni orientali da ovest e si ritiene che il suo successo riuscì a cambiare il corso della guerra di indipendenza. Al termine della guerra, con il Trattato di Parigi, la corona britannica cedette le proprie terre a sud dei Grandi Laghi ai neo-costituiti Stati Uniti d'America, incluse le terre dei nativi americani.

### La frontiera

Cartina a colori dell'indiana con i nomi dei trattati

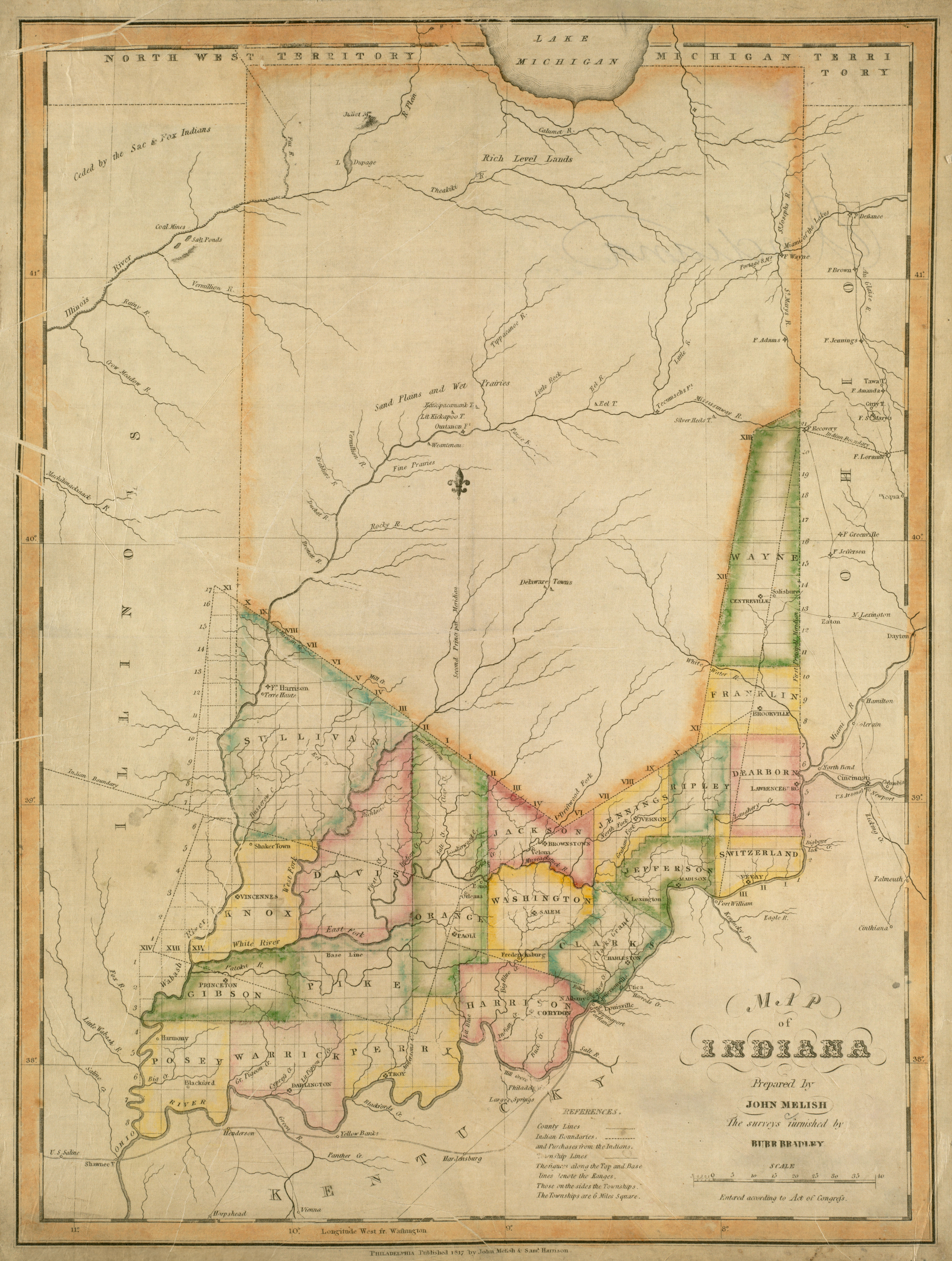
Una delle prime mappe dell'Indiana (realizzata nel 1816, pubblicata nel 1817) che mostra territori precedenti al Trattato di St. Mary's che espanse la regione. Notare la posizione non accurata del lago Michigan.

Nel 1787 gli Stati Uniti definirono il Territorio del nord-ovest che includeva l'area dell'attuale Indiana. Nel 1800 il Congresso separò l'Ohio dal Territorio del nord-ovest, designando il resto dell'area come Territorio dell'Indiana. Il Presidente Thomas Jefferson scelse William Henry Harrison come governatore del territorio, e Vincennes ne divenne la capitale. Dopo che il Territorio del Michigan venne separato e dopo la formazione del Territorio dell'Illinois, l'Indiana fu ridotto alla sua dimensione e geografia attuale.
A partire dalla battaglia di Fallen Timbers del 1794 e dal trattato di Greenville del 1795, i diritti dei nativi americani sulle terre dell'Indiana vennero estirpati per usurpazione, acquisto oppure tramite la guerra e i trattati. Circa metà dello stato venne acquisito nell'ambito del Trattato di St. Mary's con i Miami del 1818. Le acquisizioni non furono complete finché il trattato di Mississinewas del 1826 non acquisì l'ultima delle terre dei nativi americani nel nord-est.
Intorno al 1810 la frontiera dell'Indiana era definita dal trattato di Fort Wayne del 1809, che aggiunse al territorio parte delle terre sud-occidentali intorno a Vincennes e le terre sud-orientali vicine a Cincinnati, fino alle aree lungo il fiume Ohio. Gli insediamenti erano avamposti militari come Fort Ouiatenon nel nord-ovest, Fort Miami (in seguito Fort Wayne) nel nord-est, Fort Knox e Vincennes sul fiume Wabash. Tra gli altri insediamenti vi erano Clarksville, Vevay e Corydon lungo il fiume Ohio, la Colonia dei Quaccheri a Richmond sul confine orientale, e Conner's Post (in seguito Connersville) sulla frontiera orientale centrale. Indianapolis non venne popolata per ulteriori 15 anni, e le parti centrali e settentrionali del Territorio dell'Indiana rimasero deserte e popolate principalmente dalle comunità indigene. Solo due contee nell'estremo sud-est, Clark e Dearborn, furono organizzate dai coloni europei. La migrazione dei coloni avvenne principalmente tramite chiatte sul fiume Ohio ad ovest, e su carri lungo le valli del Wabash/White River (ad ovest) e Whitewater (ad est).
Nel 1810 il capo tribale Shawnee Tecumseh e suo fratello Tenskwatawa incoraggiarono altre tribù indigene del territorio a resistere ai coloni europei. Crebbero le tensioni e gli Stati Uniti autorizzarono Harrison a lanciare una spedizione preventiva contro la confederazione di Tecumseh. Gli Stati Uniti vinsero alla battaglia di Tippecanoe il 7 novembre 1811 e Tecumseh venne ucciso nel 1813 nella battaglia del Thames. Dopo la sua morte ebbe fine la resistenza armata contro gli Stati Uniti nella regione. Molte tribù native americane nello stato furono in seguito spostate ad ovest del fiume Mississippi negli anni 1820 e 1830, dopo i negoziati che portarono all'acquisto delle loro terre.

### Ingresso nell'Unione

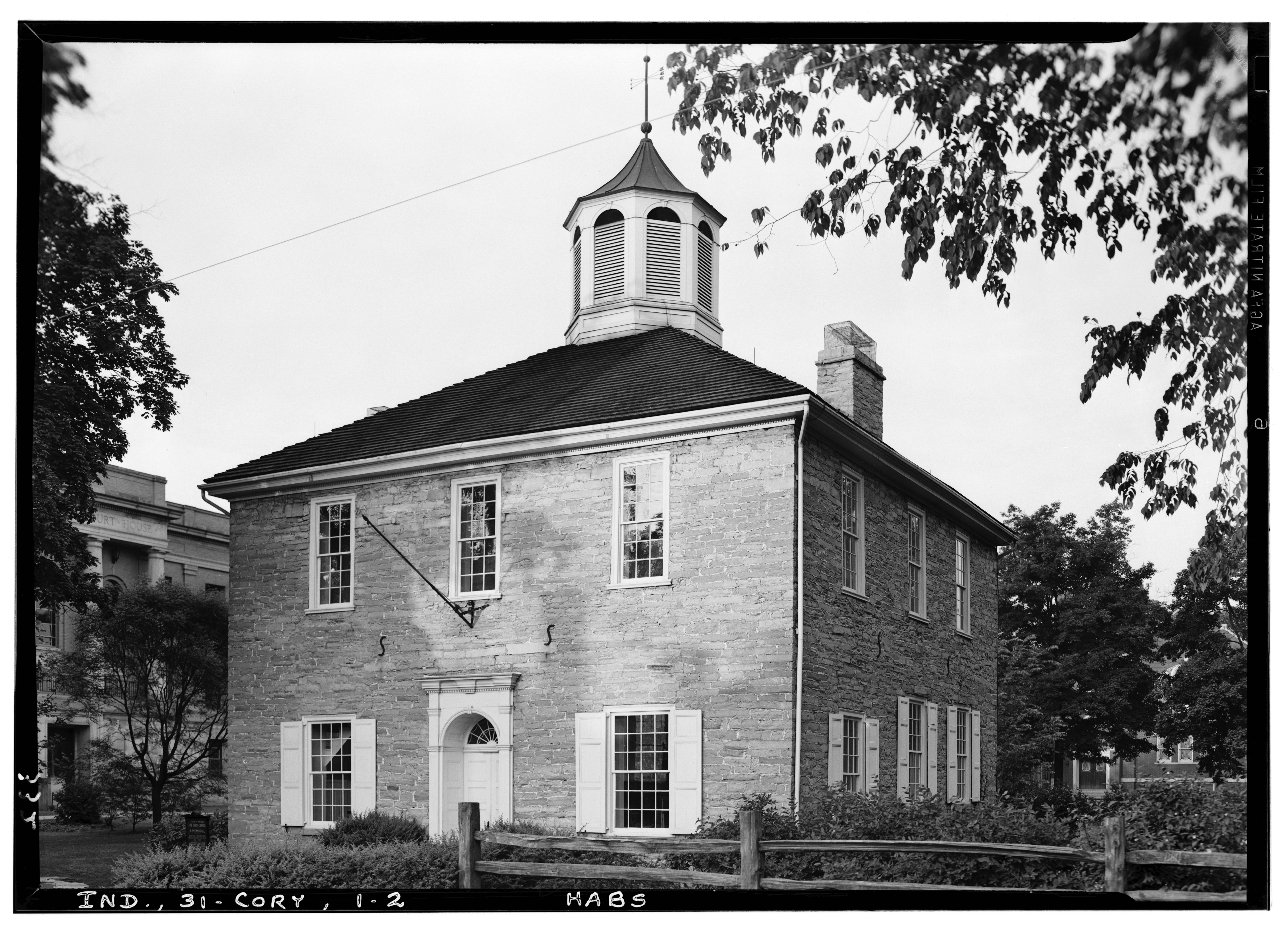
Il Campidoglio dell'Indiana a Corydon funse come sede del governo dal 1816 al 1825.

Corydon, una città nella parte meridionale dell'Indiana, fu scelta come seconda capitale del Territorio dell'Indiana nel maggio 1813 per diminuire il rischio di retate dei nativi americani a seguito della battaglia di Tippecanoe. Due anni dopo l'assemblea generale territoriale approvò la petizione per l'ingresso nell'Unione e la inviò al Congresso. Venne approvata una legge per consentire l'elezione dei delegati per la scrittura di una Costituzione. Il 10 giugno 1816 i delegati si riunirono a Corydon per scrivere la Costituzione, che venne completata in 19 giorni. jonathan Jennings venne eletto come primo governatore dello stato nell'agosto 1816. Il Presidente James Madison approvò l'ammissione all'Unione come diciannovesimo stato l'11 dicembre 1816. Nel 1825 la capitale venne spostata da Corydon a Indianapolis.
Molti immigrati europei si spostarono ad ovest per stabilirsi nell'Indiana all'inizio del XVIII secolo. Il maggiore gruppo di immigranti fu tedesco, ma vi furono anche molte persone dall'Irlanda e dall'Inghilterra, che si spostarono dalla parte nord dello stato di New York e dal New England, ma anche da stati del medio Atlantico come la Pennsylvania. L'arrivo di battelli sul fiume Ohio nel 1811 e la National Road a Richmond nel 1829 facilitarono l'insediamento nel nord e nell'ovest dell'Indiana.
Dopo l'ingresso nell'Unione il nuovo governo operò per trasformare l'Indiana da una frontiera in uno stato fiorente, sviluppato e popolato, dando inizio a cambiamenti demografici ed economici. Nel 1836 i fondatori dello stato diedero inizio ad un programma, l'Indiana Mammoth Internal Improvement Act, che portò alla costruzione di strade, canali, ferrovie e scuole pubbliche statali. I progetti mandarono in bancarotta lo stato e furono un disastro finanziario, ma nel complesso quadruplicarono i prodotti delle terre ed il loro valore. In risposta alla crisi e per evitarne un'altra, nel 1851 venne adottata una seconda costituzione, che tra l'altro proibiva il debito pubblico e l'estensione del suffragio agli afro-americani.

### Guerra civile e industria nel tardo XIX secolo
Durante la guerra civile americana l'Indiana divenne politicamente influente e giocò un ruolo importante negli affari della nazione. L'Indiana fu il primo stato occidentale a mobilitarsi per gli Stati Uniti nella guerra, e i soldati dell'Indiana parteciparono in tutti i principali confronti della guerra. Lo stato mobilitò 126 reggimenti di fanteria, 26 batterie di artiglieria e 13 reggimenti a cavallo per l'Unione.
Nel 1861 all'Indiana venne assegnata una quota di 7 500 soldati da inviare all'Union Army. Si presentarono talmente in tanti alla chiamata che molti dovettero essere rispediti indietro e, al momento della fine della guerra, l'Indiana aveva contribuito con 208 367 uomini. Le perdite ammontarono al 35% di questi uomini: 24 416 persero la vita e oltre 50 000 furono feriti. Gli unici conflitti della guerra civile combattuti in Indiana furono il raid di Newburgh, che portò alla conquista della città senza spargimento di sangue, e la battaglia di Corydon, che avvenne durante il raid di Morgan e che lasciò 15 morti, 40 feriti e 355 prigionieri.
Dopo la guerra l'Indiana rimase uno stato per la maggior parte dedito all'agricoltura. Le industrie post-belliche si concentrarono sul settore minerario, inclusa l'estrazione di calcare, l'imballaggio delle carni e la lavorazione dei cibi, tra cui la macinazione del grano, la distillazione dell'alcool e la costruzione di carri, calessi, attrezzature agricole e strumenti. Tuttavia la scoperta di gas naturale negli anni 1880 nell'Indiana settentrionale portò ad un boom economico: il carburante abbondante ed economico attirò l'industria pesante e la disponibilità di posti di lavoro attrasse molti coloni di altre parti dello stato, e fin dall'Europa. Questo portò alla rapida espansione di città come South Bend, Indianapolis e Fort Wayne.

### Inizio del XX secolo
Nei primi decenni del XX secolo l'Indiana si sviluppò in uno stato manifatturiero con industria pesante concentrata nel nord. Nel 1906 la United States Steel Corporation creò una nuova città industriale sul lago Michigan, Gary, chiamata come Elbert H. Gary, il suo fondatore. Con l'industrializzazione i lavoratori svilupparono sindacati (i cui scioperi indussero il governatore James P. Goodrich a dichiarare la legge marziale a Gary nel 1919) ed un partito socialista. Il ferroviere Eugene Victor Debs di Terre Haute, candidato socialista, ottenne 901 551 voti (il 6% del voto nazionale) alle elezioni presidenziali del 1912. Si svilupparono anche movimenti suffragisti per consentire il diritto di voto alle donne.
Nei suoi primi anni l'Indiana fu leader nel boom delle automobili. Iniziandone la produzione a Kokomo nel 1896, Haynes-Apperson fu la prima società automobilistica commerciale di successo del Paese. L'importanza del veicolo e della sua manifattura nello stato fu simboleggiata dalla costruzione nel 1909 della Indianapolis Motor Speedway.
Negli anni '20 la politica dello stato fu pesantemente influenzata dall'ascesa dell'Indiana Klan. Organizzato nel 1915 come branca del Ku Klux Klan, si rivolgeva ai protestanti bianchi allarmati dalle tendenze sociali ed economiche, tra cui i cambiamenti indotti dall'immigrazione dell'Europa meridionale e centrale. Con l'obiettivo di difendere l'"americanismo al cento percento", il Klan cercò di escludere dalla vita pubblica "bolscevichi, cattolici, ebrei, negri, trafficanti, pacifisti, evoluzionisti, stranieri, e tutte le persone considerate immorali".
Nel 1925 il Klan contava 250 000 membri, circa il 30% degli uomini bianchi. Dal 1925 oltre metà degli eletti all'Assemblea Generale dell'Indiana, dei governatori e molti altri alti ufficiali del governo locale e statale, furono membri del Klan; i politici sapevano di aver bisogno dell'appoggio del Klan per venire eletti. In quell'anno, il "Gran Dragone" D.C. Stephenson, che aveva iniziato a predicare "Io sono la legge in Indiana", fu condannato e incarcerato per aver violentato e ucciso Madge Oberholtzer, una giovane insegnante. Nel 1927 Stephenson diede all'Indianapolis Times liste di persone che il Klan aveva pagato. In parte a causa dello scandalo creatosi, l'organizzazione crollò.
Negli anni '30, il Partito Democratico andò al potere e il Klan divenne un argomento scomodo. Durante questi anni l'Indiana, come il resto della nazione, fu colpito dalla Grande depressione. La congiuntura economica ebbe grandi risvolti negativi nell'Indiana, come il declino dell'urbanizzazione. Il Dust Bowl ad ovest portò molti migranti a scappare verso il più industrializzato Midwest. L'amministrazione del governatore Paul V. McNutt cercò di creare un sistema di welfare statale per aiutare le organizzazioni benefiche private. Durante il suo periodo in carica le spese pubbliche e le tasse furono tagliate drasticamente in risposta alla depressione, e il governo dello stato venne riorganizzato completamente. McNutt pose fine al proibizionismo nell'Indiana e impose la prima tassa sui redditi dello stato. In diverse occasioni dichiarò la legge marziale per porre fine a scioperi operai.
La seconda guerra mondiale contribuì a rialzare l'economia dello stato, con la maggiore richiesta di carburanti, cibo e altre merci prodotte in Indiana. Circa il 10% della popolazione dell'Indiana si arruolò nelle forze armate, mentre centinaia di industrie ottennero contratti di fornitura per la guerra ed iniziarono la produzione di materiale bellico. L'Indiana produsse il 4,5% del totale degli armamenti militari statunitensi durante la guerra, l'ottava percentuale più alta sui 48 stati. L'espansione dell'industria per andare incontro alle necessità belliche aiutò ad uscire dalla Grande depressione.

### Era moderna
Con la conclusione della seconda guerra mondiale l'Indiana tornò ai livelli di produzione pre-depressione; l'industria divenne il principale impiego, tendenza che continuò anche negli anni '60. L'urbanizzazione degli anni '50 e '60 portò a una sostanziale crescita delle città dello stato; l'auto, l'acciaio e la farmaceutica divennero le principali industrie dello stato. La popolazione continuò a crescere dopo la guerra, sorpassando i cinque milioni al censimento del 1970. Negli anni '60 l'amministrazione di Matthew E. Welsh varò le prime tasse sui consumi al 2%; le scuole dell'Indiana furono desegregate nel 1949 e nel 1950 il Ufficio per il Censimento registrò la popolazione bianca al 95,5% e quella nera al 4,4%. Il governatore Welsh lavorò anche con l'Assemblea Generale per approvare la Legge sui diritti civili dell'Indiana, garantendo pari protezione alle minoranze nella ricerca dell'impiego.
L'8 dicembre 1964 un Convair B-58 Hustler che trasportava un'arma nucleare uscì di pista per via del ghiaccio alla Grissom Air Reserve Base presso Bunker Hill, e prese fuoco durante una esercitazione. Le cinque armi nucleari a bordo presero fuoco, inclusa una bomba all'idrogeno da 9 megatoni, causando contaminazione radioattiva nell'area dell'incidente.
A partire dal 1970 furono apportati una serie di emendamenti alla costituzione dello stato. Fu creata la Corte d'Appello dell'Indiana e venne modificata la procedura della nomina dei giudici della Corte.
La crisi energetica del 1973 portò a una recessione che colpì l'industria automobilistica dell'Indiana. Società come Delco Electronics e Aptiv iniziarono a ridimensionarsi e causarono alti tassi di disoccupazione manifatturiera a Anderson, Muncie e Kokomo. La tendenza alla ristrutturazione e de-industrializzazione continuò fino agli anni '80, quando l'economia statale iniziò a diversificarsi e a recuperare.

## Geografia

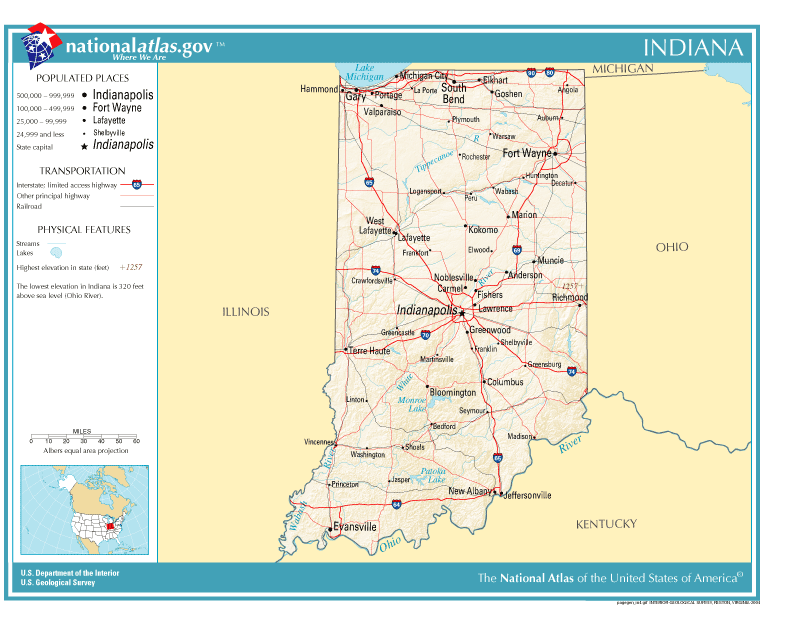
Cartina dell'Indiana

Con un'area totale (terrestre e acquatica) di 94320 km², l'Indiana è il 38º stato per superficie. Lo stato ha una massima estensione nord-sud di 400 km, mentre la massima distanza est-ovest è 233 km. Il centro geografico dello stato (39° 53,7'N, 86° 16,0W) si trova nella contea di Marion.
Situato negli Stati Uniti d'America medio-occidentali, l'Indiana è uno degli otto stati che fanno parte della Regione dei Grandi Laghi. L'Indiana confina a nord con il Michigan, ad est con l'Ohio e ad ovest con l'Illinois, parzialmente separato dal fiume Wabash. Il lago Michigan confina con l'Indiana a nord-ovest e il fiume Ohio separa lo stato dal Kentucky a sud.

### Geologia e paesaggio

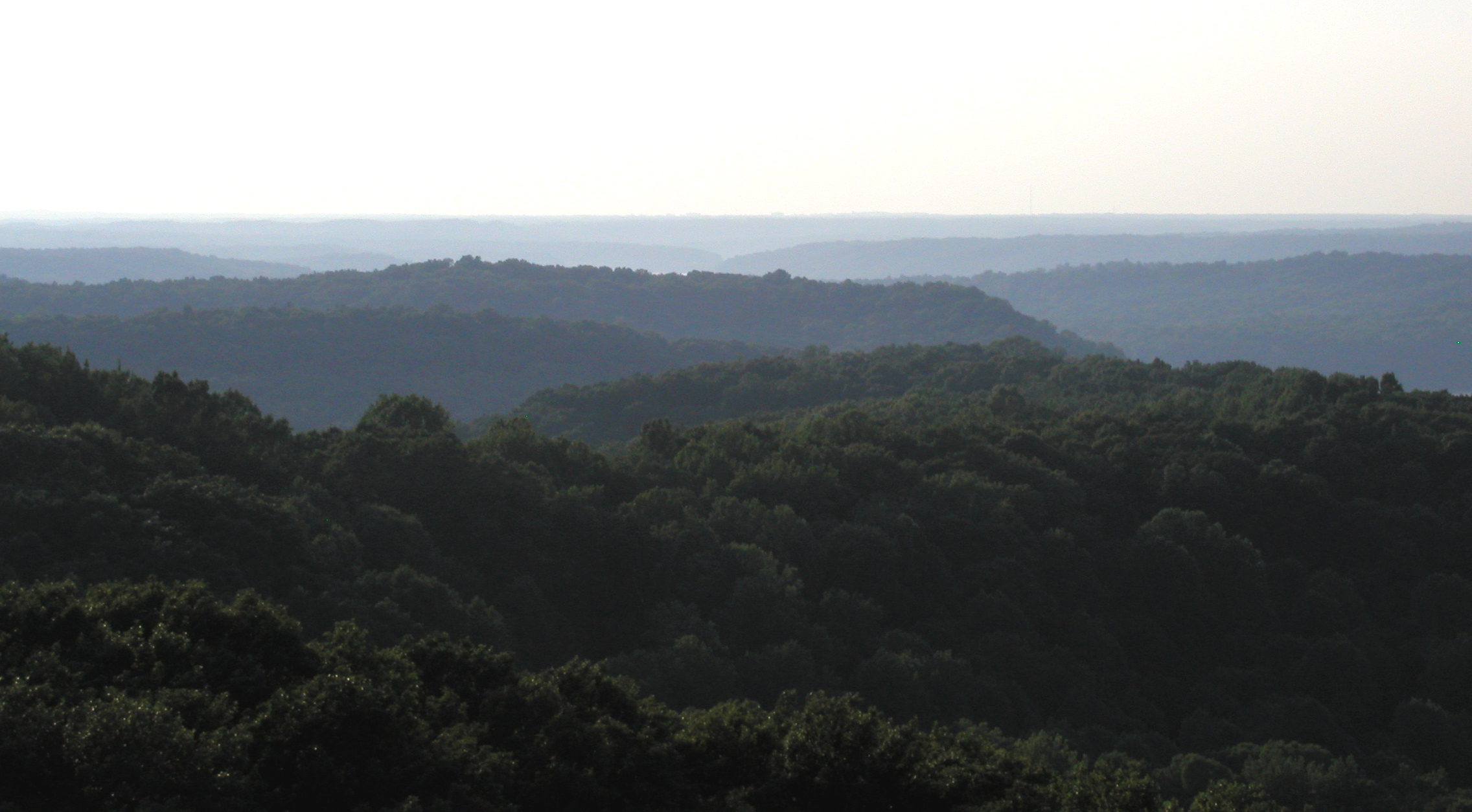
Colline della Charles C. Deam Wilderness Area nella Foresta nazionale di Hoosier, nelle Indiana Uplands

L'altitudine media dell'Indiana è circa 230 metri sul livello del mare, mentre il punto più alto corrisponde a Hoosier Hill, nella contea di Wayne, a 383 metri di elevazione. Il punto più basso si trova a 98 metri nella contea di Posey, nel punto in cui il fiume Wabash si getta nell'fiume Ohio. Di conseguenza, l'intervallo compreso tra le elevazioni minima e massima corrisponde a 286 metri, ed è il più ridotto tra tutti gli Stati non costieri. Solo 7400 km² hanno una altitudine maggiore di 300 metri, e quest'area è racchiusa in 14 contee. Circa 12000 km² hanno un'altezza inferiore a 150 metri, principalmente concentrati lungo il fiume Ohio e nella bassa valle del Wabash, da Tell City e Terre Haute fino a Evansville e Mount Vernon.
Lo stato comprende due regioni naturali degli Stati Uniti: le Central Lowlands e le Interior Low Plateaus. I pianori di till formano le regioni settentrionali e centrali dello stato; la maggior parte del paesaggio è il risultato degli elementi lasciati dal ritiro dei ghiacciai. L'Indiana centrale è principalmente pianeggiante, con dolci colline ad eccezione di dove i fiumi tagliano le valli che attraversano la pianira, come alla confluenza del fiume Wabash e il Sugar Creek; il suolo è composto da sabbia glaciale, ghiaia e argilla, che rendono i terreni molto fertili per l'agricoltura. L'Indiana settentrionale è simile, ad eccezione della presenza di morene terminali più alte e collinose, e centinaia di laghi kettle. Nell'Indiana nord-occidentale vi sono varie creste di sabbia e dune, alcune delle quali raggiungono i 60 metri di altezza, molte delle quali si trovano nel Parco nazionale delle dune dell'Indiana e lungo le coste del Lago Michigan e anche nell'interno, nella Kankakee Outwash Plain.
L'Indiana del sud è caratterizzato da valli e terreni accidentati e collinari, il che contrasta con il resto dello stato. Qui le rocce di fondo sono state portate alla superficie e per via della presenza del calcare dell'Indiana, l'area presenta molte cave e caverne.

### Idrologia

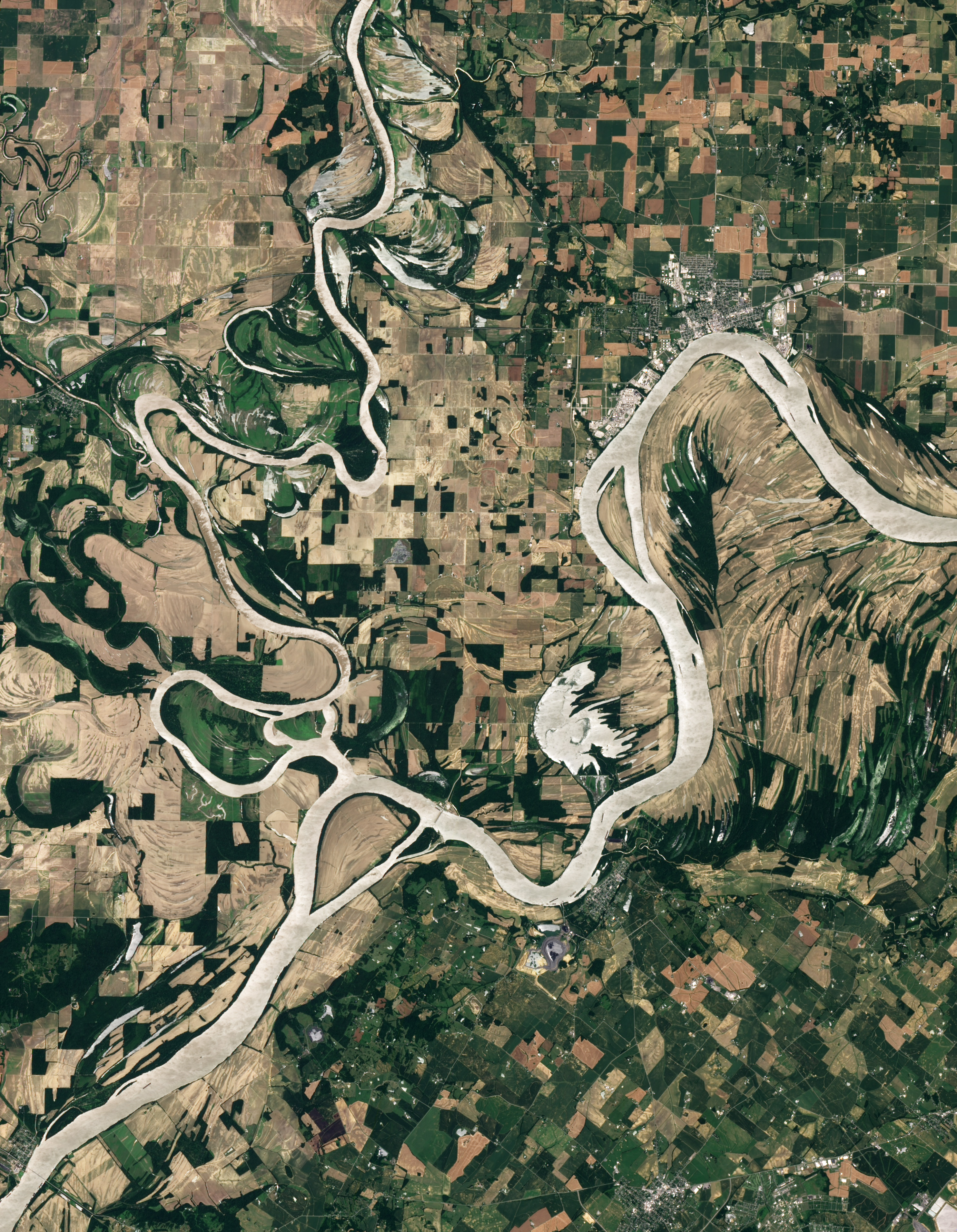
Il fiume Wabash si getta nel fiume Ohio nella contea di Posey.

I principali fiumi dell'Indiana sono il Whitewater, White, Blue, Wabash, St. Joseph, e Maumee. Secondo il Dipartimento dell'Indiana per le Risorse Naturali, nel 2007 vi erano 65 fiumi, torrenti e creek di interesse ambientale e panoramico, che includono solo una piccola porzione delle circa 24 000 miglia totali all'interno dello stato.
Il fiume Wabash, il più lungo fiume ad est del fiume Mississippi, è il fiume ufficiale dell'Indiana.Con 764 km di lunghezza, il fiume taglia lo stato da nord-est a sud-ovest, costituendo parte del confine con l'Illinois, prima di convergere nel fiume Ohio. Il fiume è stato oggetto di diverse canzoni, come Wabash Cannonball.
Vi sono circa 900 laghi censiti dal Dipartimento delle Risorse Naturali. A nord-ovest, l'Indiana confina con il Lago Michigan, uno dei cinque laghi compresi nei Grandi Laghi, il maggiore gruppo di laghi di acqua dolce al mondo. Il lago Tippecanoe, il lago più profondo dello stato, raggiunge profondità di circa 37 metri, mentre il lago Wawasee è il più grande lago naturale dello stato. Con 4 350 ettari, il lago Monroe è il più esteso dell'Indiana.

### Clima

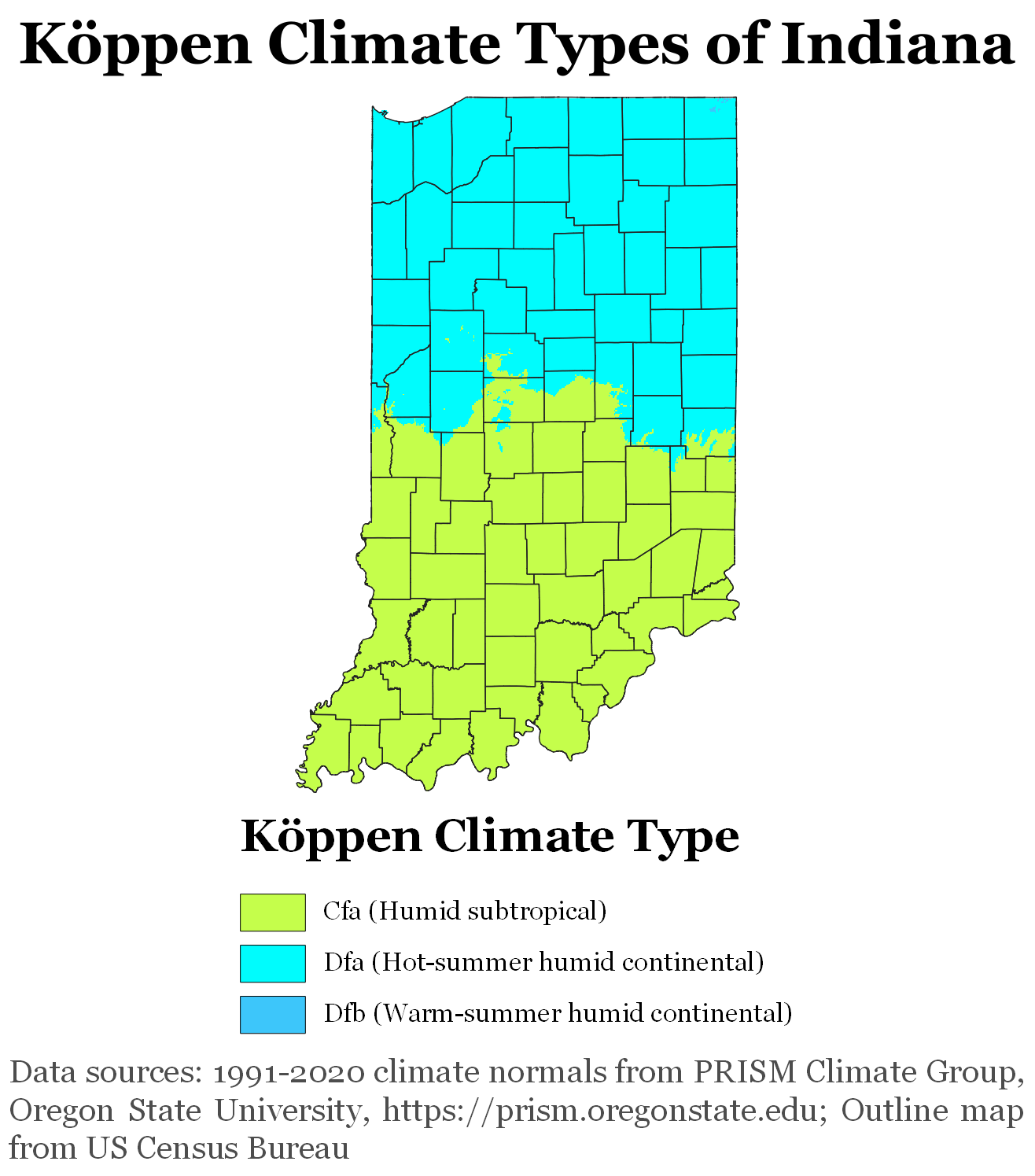
Classificazione dei climi di Köppen dell'Indiana, utilizzando normali climatiche del 1991-2020.

Nel passato, quasi tutto l'Indiana aveva un clima boreale delle foreste (Dfb), con inverni freddi ed estati calde e umide; solo le estreme porzioni meridionali dello stato hanno un clima subtropicale umido (Cfb), che riceve più precipitazioni rispetto ad altre parti dello stato. Dal 2016, tuttavia, metà dello stato è classificato come subtropicale umido. Le temperature di solito divergono nelle sezioni settentrionali e meridionali dello stato; in pieno inverno, le temperature medie massime e minime variano da circa −1 °C/−10 °C nell'estremo nord a 5 °C/−4 °C nell'estremo sud.
In piena estate vi è generalmente meno variazione all'interno dello stato, e le temperature medie massime e minime variano da 29 °C/18 °C nell'estremo nord fino a 32 °C/21 °C nell'estremo sud. Il record di temperatura massima per l'Indiana è 47 °C stabilito il 14 luglio 1936 a Collegeville, mentre il record di minima è −38 °C del 19 gennaio 1994 a New Whiteland. La stagione della crescita per le piante varia tipicamente da 155 giorni l'anno al nord a 185 nel sud.
La siccità colpisce occasionalmente lo stato, e le piogge sono distribuite abbastanza uniformemente lungo l'anno. Le precipitazioni totali variano da 89 cm presso il Lago Michigan nell'Indiana nord-occidentale, fino a 110 cm lungo il fiume Ohio nel sud, mentre la media statale è di 100 cm. Le nevicate annuali in Indiana variano nello stato, da 200 cm nel nord-ovest lungo il lago Michigan, fino a 36 cm nell'estremo sud. Il lake-effect snow è responsabile di circa la metà delle precipitazioni nevose nella parte centro-settentrionale dell'Indiana a causa degli effetti dell'umidità e dei venti relativamente caldi del Lago Michigan. La velocità media del vento è 13 km/h.
In un rapporto del 2012 l'Indiana era classificato ottavo nella lista dei principali stati soggetti ai tornado, su dati del National Weather Service dal 1950 al 2011. Un rapporto del 2011 citava South Bend 15° tra le 20 città statunitensi più soggette a tornado, mentre un'altra relazione del 2011 ha indicato Indianapolis ottava. Nonostante la sua vulnerabilità, l'Indiana non fa parte del Tornado Alley.

### Fusi orari
L'Indiana è uno dei 13 stati che sono divisi tra più fusi orari; il fuso orario dell'Indiana si è modificato nello scorso secolo: attualmente, gran parte dello stato osserva l'ora standard orientale, mentre sei contee vicine a Chicago e sei vicine a Evansville osservano l'ora standard centrale. Il dibattito sul tema è comunque tuttora aperto.
Prima del 2006, gran parte dell'Indiana non osservava l'ora legale. Alcune contee dell'area, in particolare Floyd, Clark e Harrison situate nei pressi di Louisville, nel Kentucky, e le contee di Ohio e Dearborn presso Cincinnati, in Ohio, osservano non ufficialmente l'ora legale per tradizione locale. Da aprile 2006 l'intero stato osserva l'ora legale.

## Contee e aree statistiche
L'Indiana è diviso in 92 contee. Nel 2010, lo stato comprendeva 16 aree metropolitane e 25 aree micropolitane, 117 città incorporate, 450 cittadine, e diverse altre divisioni minori e aree statistiche. La contea di Marion e Indianapolis hanno un governo consolidato di città-contea.

### Città
La città più popolosa è la capitale Indianapolis, la cui area metropolitana, di circa 2 000 000 di abitanti, è la terza di tutto il Midwest dopo quelle di Chicago e Detroit.
Da una stima del 2020 queste sono le prime 10 città per numero di abitanti:
1. Indianapolis, 887 642
2. Fort Wayne, 263 886
3. Evansville, 117 298
4. South Bend, 103 453
5. Carmel, 99 757
6. Fishers, 98 977
7. Bloomington, 79 168
8. Hammond, 77 879
9. Lafayette, 70 783
10. Noblesville, 69 604

## Economia
L'Indiana è uno degli Stati appartenenti alla cosiddetta Corn Belt, la "cintura del mais": insieme a Illinois e Iowa contribuisce in modo determinante al primato maidicolo mondiale degli Usa.
Oltre al mais, i suoi agricoltori coltivano la soia, e allevano grandi quantità di bovini, suini e pollame.
L'agricoltura del Corn Belt è molto evoluta sul piano commerciale: gli agricoltori lavorano fissando sempre l'attenzione alla borsa di Chicago.

## Società

### Evoluzione demografica
Nel censimento del 2020 l'Indiana contava una popolazione di 6 785 528 abitanti, con un incremento del 4,65% rispetto al censimento del 2010.
La densità di popolazione dello stato era di circa 70 persone per chilometro quadrato, la sedicesima più alta degli Stati Uniti. Secondo il censimento del 2010, il centro di popolazione dell'Indiana si trova a nord-ovest di Sheridan, nella contea di Hamilton (+40.149246, −086.259514).
Nel 2005, il 77,7% dei residenti in Indiana viveva in contee metropolitane, il 16,5% in contee micropolitane ed il 5,9% in contee periferiche.
Secondo il report del 2022 sui senzatetto del dipartimento delle politiche abitative e dello sviluppo urbano, vi erano circa 5 449 senzatetto in Indiana.
| Etnia                                  | 1990  | 2000  | 2010  |
| -------------------------------------- | ----- | ----- | ----- |
| Bianchi                                | 90,6% | 87,5% | 84,3% |
| Afroamericani                          | 7,8%  | 8,4%  | 9,1%  |
| Asioamericani                          | 0,7%  | 1,0%  | 1,6%  |
| Nativi americani                       | 0,2%  | 0,3%  | 0,3%  |
| Nativi hawaiani e isolani del Pacifico | –     | –     | –     |
| Altro                                  | 0,7%  | 1,6%  | 2,7%  |
| Due o più etnie                        | –     | 1,2%  | 2,0%  |

I tedeschi sono il principale gruppo in Indiana, con il 22,7% della popolazione che riporta tale discendenza nel censimento. Le persone che citano discendenza americana (12%) o inglese (8,9%) sono inoltre numerosi, come anche gli irlandesi (10,8%) e i polacchi (3%). Molti di coloro che citano discendenza americana sono effettivamente di origine europea, tra cui molti inglesi le cui famiglie sono nel Nord America da molto tempo, in molti casi sin dall'era coloniale, che si identificano semplicemente come americani. Nel censimento del 1990, 1 776 144 persone citavano discendenza tedesca, 1 356 135 origine inglese e 1 017 944 origine irlandese, su una popolazione di 4 241 975 persone, il che rendeva lo stato al 42% tedesco, 32% inglese e 24% irlandese.

### Crescita della popolazione
50–60%
     60–70%
     70–80%
     80–90%
     90%+

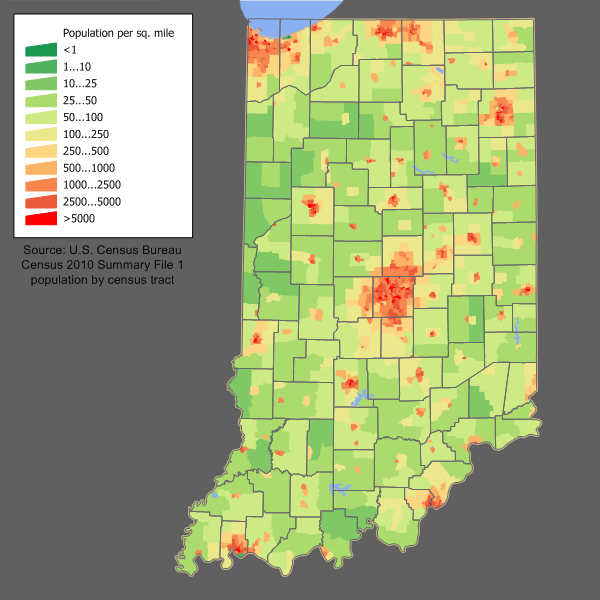

Cartina delle contee dell'Indiana per maggioranza etnica, secondo il censimento del 2020
Bianchi non ispanici
50–60%
60–70%
70–80%
80–90%
90%+

La crescita della popolazione dal 1990 si è concentrata nelle contee intorno ad Indianapolis, che contiene quattro delle cinque contee con la crescita più veloce: Hamilton, Hendricks, Johnson e Hancock. L'altra contea è quella di Dearborn, che si trova presso Cincinnati, Ohio. La contea di Hamilton è cresciuta più velocemente di ogni contea negli stati che confinano con l'Indiana (Illinois, Michigan, Ohio e Kentucky) ed è la 20° contea con crescita più rapida della nazione.
Con una popolazione di 829 817 persone, Indianapolis è la maggiore città dell'Indiana e la 12° degli Stati Uniti, secondo il censimento del 2010. Tre altre città dell'Indiana hanno una popolazione eccedente i 100 000: Fort Wayne (253 617), Evansville (117 429) e South Bend (101 168). Dal 2000 Fishers ha visto la maggiore crescita di popolazione nelle venti maggiori città dello stato, con un incremento del 100%. Altre città che hanno visto crescite significative dal 2000 sono Greenwood (81%), Noblesville (39,4%), Carmel (21,4%), Columbus (12,8%) e Lawrence (9,3%).
Gary e Hammond scontano le maggiori decrescite di popolazione nelle 20 principali città dal 2000, con un decremento rispettivamente del 21% e del 6,8%. Evansville (−4,2%), Anderson (−4,0%) e Muncie (−3,9%) hanno anche avuto decrementi.
Indianapolis ha la maggiore popolazione tra le aree metropolitane dello stato, e la 33° della nazione. L'area metropolitana di Indianapolis comprende la contea di Marion e altre nove contee circostanti nell'Indiana centrale.
Sulla base delle stime di popolazione del 2011, il 6,6% della popolazione ha meno di 5 anni, il 24,5% è sotto il 18 anni, e il 13,2% è sopra i 65 anni. Dal 2010, l'età media è di 37 anni.

### Reddito

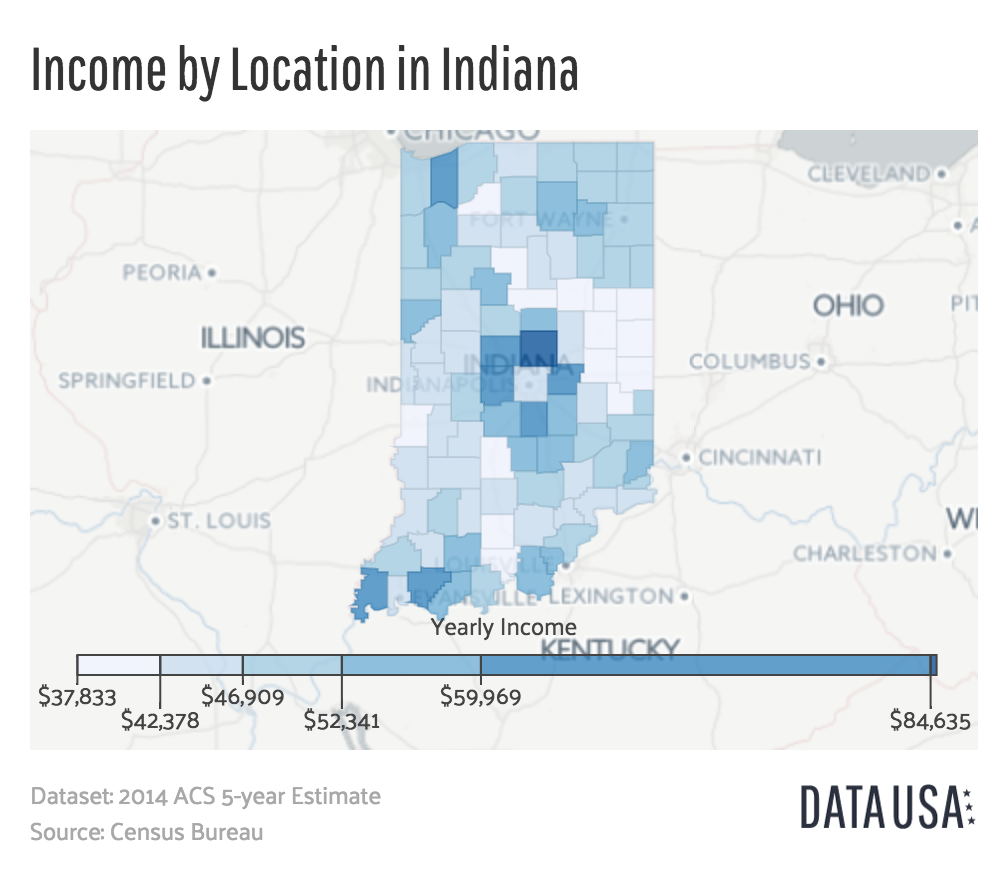
Cartina raffigurante il reddito medio familiare per contea, dati del 2014 pubblicati dallo United States Census Bureau.

Secondo il censimento del 2010, il reddito medio per famiglia dell'Indiana è 44 616 dollari, il che pone lo stato al 36º posto negli Stati Uniti considerando anche il distretto di Columbia. nel 2005, il reddito medio familiare era 43993 $; circa 498 700 famiglie (il 20% delle famiglie totali) nello stato avevano redditi tra 50 000 e 75 000 dollari.
Il reddito medio familiare della contea di Hamilton è circa 35000 $ più alto della media dell'Indiana; con 78932 $ si posiziona settimo nello stato tra le contee con meno di 250 000 abitanti. Il successivo reddito medio più alto dell'Indiana è nei quartieri di Indianapolis; la contea di Hendricks ha un reddito medio di 57538 $, seguita da Johnson con 56251 $.

### Religioni

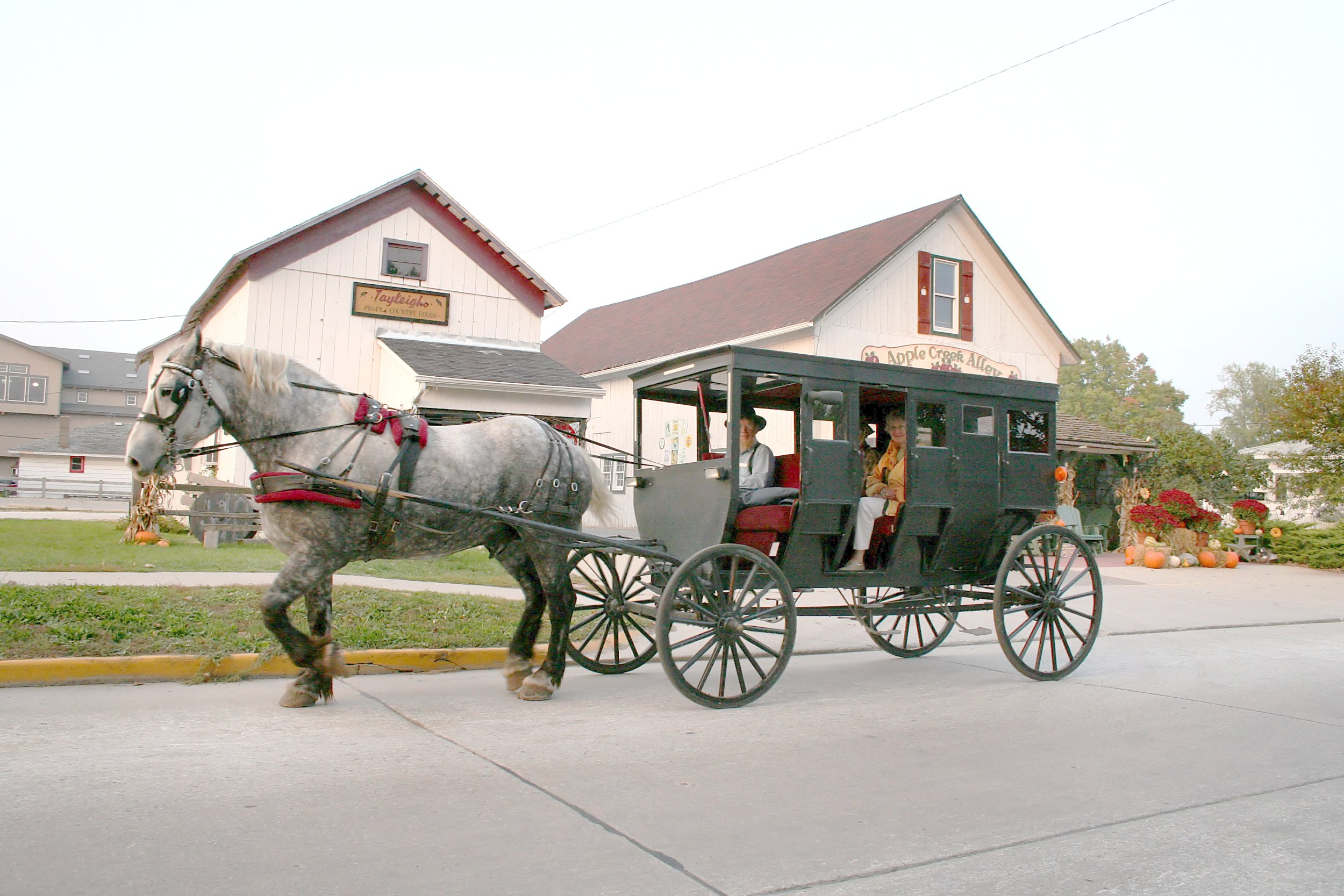
L'Indiana ha la terza maggiore popolazione Amish negli USA.

Sebbene la religione dominante nello stato sia quella cattolica (747 706 membri), molti abitanti dell'Indiana sono membri di varie confessioni protestanti; tra queste, quella con il maggior numero di aderenti nel 2010 era la Chiesa Metodista Unita, con 355 043 fedeli. Uno studio del Graduate Center dell'Università della Città di New York ha scoperto che il 20% sono cattolici, il 14% battisti, il 10% sono cristiani di altre confessioni, il 9% metodisti ed il 5% luterani; lo studio ha scoperto che il 16% sono irreligiosi.
Nell'Indiana ha sede l'Arciabbazia di Saint Meinrad dell'Ordine di San Benedetto, una delle due arciabbazie cattoliche degli Stati Uniti e tra le 11 del mondo. La Chiesa luterana - Sinodo del Missouri ha uno dei due seminari a Fort Wayne; due denominazioni evangeliche metodiste, la Chiesa Metodista Libera e la Chiesa Wesleyana, hanno sede a Indianapolis, come anche la Chiesa Cristiana dei Discepoli di Cristo.
La Compagnia di Charis ha uffici e pubblica opere a Winona Lake, Huntington è sede della Chiesa del Brethen Unito in Cristo, Anderson ospita invece la sede della Chiesa di Dio. Il quartier generale della Chiesa Missionaria si trova a Fort Wayne.
La Società Religiosa degli Amici, la maggiore branca del quaccherismo americano, si trova a Richmond, che ospita anche il più antico seminario quacchero degli Stati Uniti, la Scuola di Religione di Earlsham. La Società Islamica del Nord America ha sede a Plainfield.
- Cristiani: 82%
  - Protestanti: 62%
    - Battisti: 15%
    - Metodisti: 10%
    - Luterani: 6%
    - Chiesa di Cristo: 5%
    - Pentecostali: 3%
    - Anabattisti: 1%
    - Altri Protestanti: 23%

  - Cattolici: 19%
  - Altri Cristiani: 1%
- Altro: 1%
- Atei e Agnostici: 17%

## Legge e governo

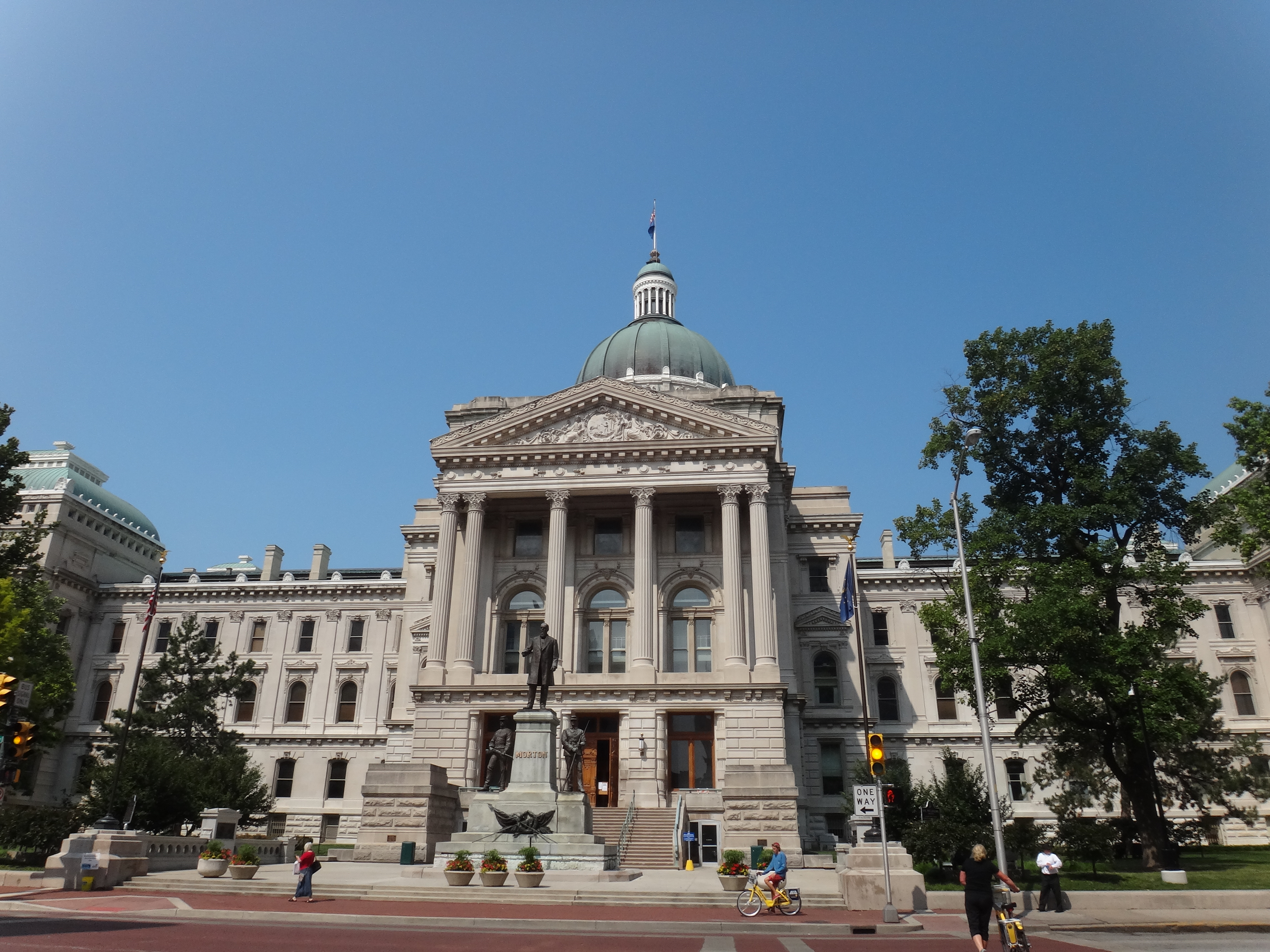
Campidoglio a Indianapolis

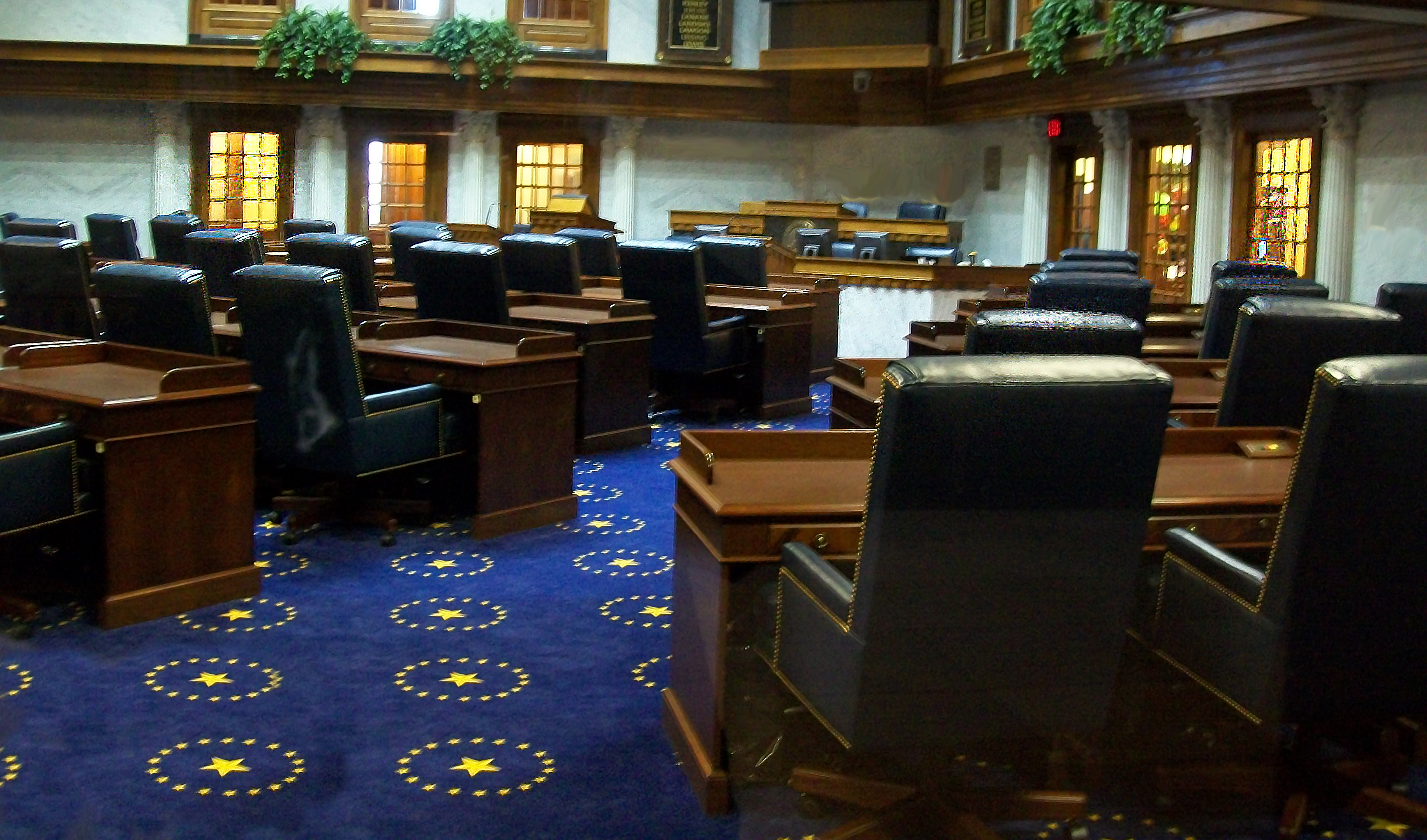
Senato dell'Indiana

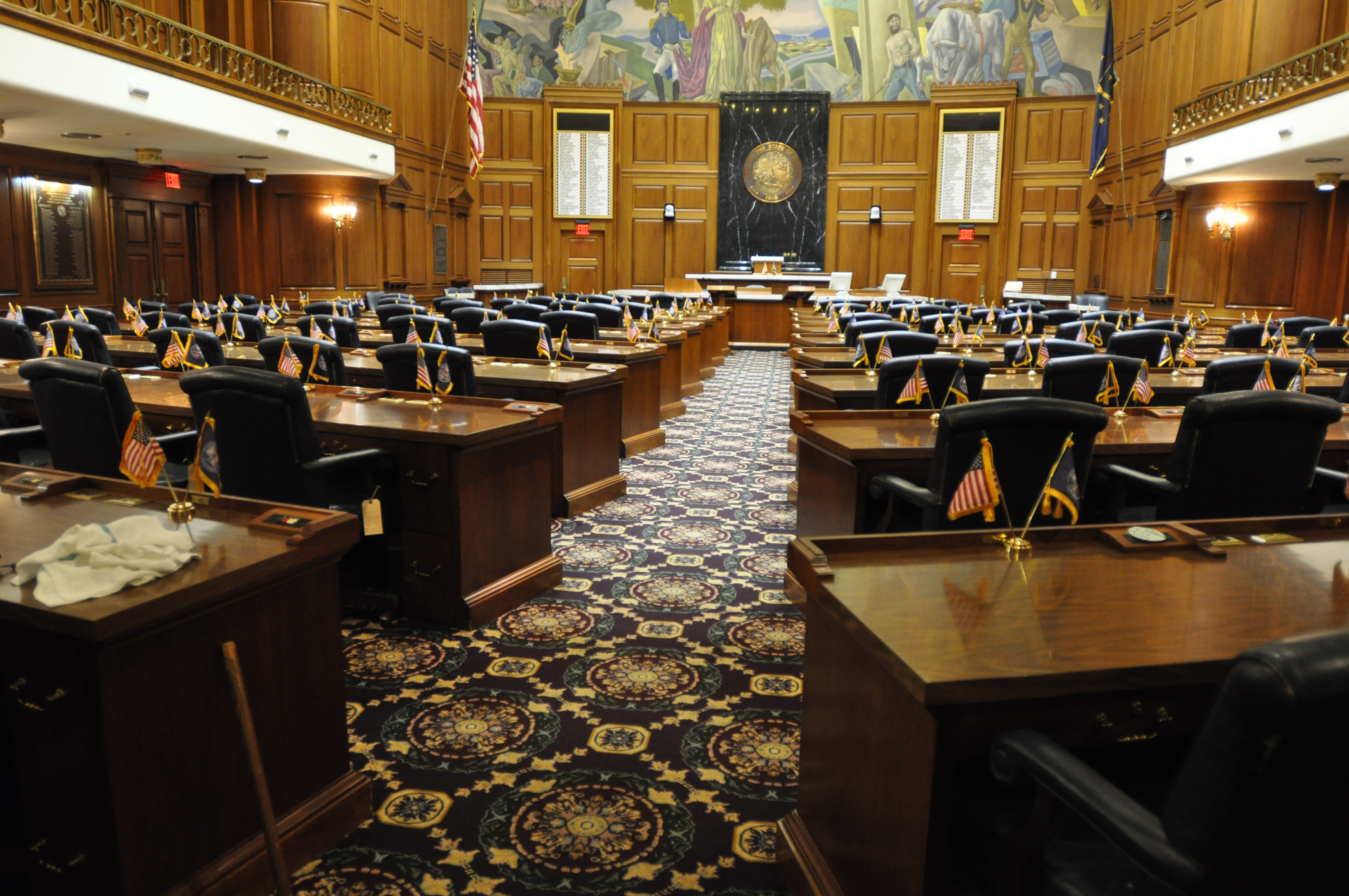
Camera dei rappresentanti dell'Indiana

L'Indiana ha una forma di governo costituzionale repubblicana e democratica costituita da tre rami: esecutivo, incluso un governatore eletto e vice governatore, legislativo, consistente di un'Assemblea Generale bicamerale, e giudiziario, con la Corte Suprema dell'Indiana, le Corti di Appello e i tribunali di circuito.
Il governatore dell'Indiana funge da capo dell'esecutivo dello stato, ed ha l'autorità di gestire il governo come stabilito dalla Costituzione dell'Indiana. Il governatore ed il vice governatore sono eletti insieme ogni quattro anni, con le elezioni governatoriali che si tengono in coincidenza con le elezioni presidenziali negli Stati Uniti. Il governatore non può ricoprire più di due mandati consecutivi. Il governatore opera insieme all'Assemblea Generale e alla Corte Suprema per governare lo stato, ed ha l'autorità di intervenire sugli altri rami di governo; può proclamare elezioni speciali per l'Assemblea Generale e selezionare e rimuovere responsabili in quasi tutti i dipartimenti dello stato, presidenze e commissioni. Tra gli altri importanti poteri vi sono quello di convocare l'Indiana Guard Reserve o l'Indiana Army National Guard nei momenti di emergenza o disastro, concedere grazie o commutare le sentenze di tutti i tipi, ad eccezione di quelle per tradimento o impeachment.
Il vice governatore funge da Presidente del Senato ed assicura che le regole del Senato siano rispettate in accordo con la Costituzione; il vice governatore vota solo quando vi è la parità. Se il governatore muore in carica, diviene incapace in via permanente, si dimette o viene messo in stato di accusa, il vice governatore diviene governatore. Se entrambe le posizioni sono non occupate, il Presidente del Senato pro tempore diviene governatore.
L'Assemblea Generale dell'Indiana è composta da un Senato di 50 membri, e da una Camera dei rappresentanti da 100 membri. Il Senato è la camera alta dell'Assemblea Generale, mentre la Camera è la camera bassa. L'Assemblea Generale ha il potere legislativo esclusivo all'interno del governo dello stato: sia la Camera che il Senato possono proporre leggi, con l'eccezione che il Senato non può proporre leggi che incidano sulle tasse. Le leggi vengono discusse e approvate separatamente in ciascuna camera, ma entrambe le camere devono approvarle prima che possano essere sottoposte al governatore. L'Assemblea Generale può annullare il potere di veto del governatore con un voto di maggioranza del Senato e della Camera. Ogni legge approvata dall'Assemblea deve essere applicata senza eccezioni nell'intero stato; l'Assemblea non ha il potere di creare leggi che si applichino ad una particolare comunità. L'Assemblea Generale può gestire il sistema giudiziario dello stato modulando le dimensioni dei tribunali e i confini dei loro distretti; può inoltre supervisionare le attività del ramo esecutivo del governo. Ha tuttavia poteri ristretti nel controllo dei governi delle contee dello stato, ed ha il potere esclusivo di dare avvio all'iter di modifica della Costituzione dell'Indiana.
La Corte Suprema dell'Indiana è costituita da cinque giudici, e una Corte di Appello di 15 giudici. Il governatore sceglie i giudici per la corte suprema e le corti di appello da un gruppo di persone selezionate da una commissione speciale. Dopo aver ricoperto la carica per due anni, i giudici devono ottenere il sostegno dell'elettorato per poter continuare per 10 anni in carica. In quasi tutti i casi, la Corte Suprema non ha il potere di ascoltare i casi per prima, ma può ascoltarli solo dopo che questi sono stati dibattuti nei tribunali inferiori. Quasi tutti i processi hanno origine nei tribunali locali, e l'esito viene stabilito da una giuria. La Corte Suprema ha il diritto di ascoltare per prima un caso solo in alcuni ambiti, tra cui compreso l'esercizio della legge, la disciplina o la revoca dall'albo dei giudici nominati presso i tribunali inferiori dello Stato e il controllo sull'esercizio della giurisdizione da parte degli altri tribunali inferiori dello Stato.

## Sport
Nell'Indiana si svolge la famosa corsa automotobilistica Indianapolis 500 (la 500 miglia di Indianapolis); il circuito di questa città è stato anche una delle tappe del mondiale F1. Le franchigie dell'Indiana che partecipano al Big Four (le quattro grandi leghe sportive professionistiche americane) sono:
- Indianapolis Colts, NFL
- Indiana Pacers, NBA

## Infrastrutture e trasporti
Nel periodo tra le due guerre mondiali nello Stato fu attiva la Indiana Railroad, compagnia ferroviaria attiva nei collegamenti tranviari interurbani.

## Cultura
- University of Notre Dame
- Indiana University
- Purdue University